# Pixel Museum
Le Pixel Museum (« Le refuge des pixels et des jeux vidéo ») était un musée consacré au jeu vidéo situé à Bruxelles sur le site de Tour et Taxis entre octobre 2020 et décembre 2024. C'était le premier musée consacré aux jeux vidéo en Belgique. Jusqu'en juin 2020, le musée (dont la dénomination complète était Pixel Museum : Musée du jeu vidéo, des loisirs connectés et de l'art vidéoludique) se situait à Schiltigheim, où il fut inauguré en février 2017. C'était alors le premier et le seul musée permanent consacré exclusivement au jeu vidéo en France.

## Objectifs
Les objectifs visés par le musée sont les suivants :
- « Exposer et conserver les collections de Ludus » ;
- « Proposer un parcours de visite moderne intégrant des pièces de collection inédites et surprenantes pour mieux faire connaitre le 10e art » ;
- « Créer un lieu nouveau, innovant, chaleureux et ludique ».

## Historique
Le Pixel Museum est dirigé par Jérôme Hatton, et est le fruit d'une initiative de l'association Ludus Institut, déjà responsable de la Ludus Académie, une école de développement de serious games. Les préparatifs avant l'ouverture du Pixel Museum durent 5 ans. Le musée est inauguré le 25 février 2017. Environ trois mois plus tard, il a accueilli 10 000 visiteurs, et 26 000 après un an.
En 2019, le musée se voit décerner l' « attestation d'excellence » de TripAdvisor.
Le Pixel Museum ferme ses portes en juin 2020.
En octobre 2020, le musée rouvre ses portes à Bruxelles.
En décembre 2024, le musée est à nouveau fermé, définitivement cette fois. Son fondateur annonce vouloir revendre sa collection.

## Collection
« De la première borne d'arcade aux dernières consoles nouvelle génération », 250 consoles, ordinateurs et bornes d'arcade, ainsi que des milliers de jeux sont exposés sur 600 m².
Les listes qui suivent ne sont pas exhaustives (dernière actualisation en décembre 2023) :
| Objet                                                  | Type                   | Année                  | Pays                   | Fabricants                      |
| Partie 1: Les origines                                 | Partie 1: Les origines | Partie 1: Les origines | Partie 1: Les origines | Partie 1: Les origines          |
| ------------------------------------------------------ | ---------------------- | ---------------------- | ---------------------- | ------------------------------- |
|                                                        |                        |                        |                        |                                 |
| Partie 2: Odyssey (1972 / U.S.A)                       |                        |                        |                        |                                 |
| Odyssey                                                | Console                | 1972                   | États-Unis             | Magnavox                        |
| Partie 3: Atari & Pong (1972 / U.S.A)                  |                        |                        |                        |                                 |
| Pong                                                   | Console                | 1975                   | États-Unis             | Ataris / Sears                  |
| Super Pong                                             |                        | 1976                   | États-Unis             | Ataris                          |
| Super Pong IV                                          |                        | 1976                   | États-Unis             | Ataris / Sears                  |
| Hockey-Jokari                                          |                        | 1976                   | États-Unis             | APF Electronics / Sears         |
| Electro Tennis                                         |                        | 1975                   | Japon                  | Epoch                           |
| Visiomatic 101                                         |                        | 1975                   | France                 | Alcatel / Pizon Bros            |
| Tournament IV                                          |                        | 1978                   | États-Unis             | Prinztronic                     |
| TV Game Adman Model 3000                               |                        | 1977                   | Angleterre             | Grandstand                      |
| Olympic                                                |                        | 1975                   | Angleterre             | Videomaster                     |
| Partie 4: Saturation du marché (1977-1980 / Monde) [1] |                        |                        |                        |                                 |
| Odyssey 300                                            |                        | 1976                   | États-Unis             | Magnavox                        |
| Odyssey 400                                            |                        | 1976                   | États-Unis             | Magnavox                        |
| Odyssey 500                                            |                        | 1976                   | États-Unis             | Magnavox                        |
| Odyssey 2000                                           |                        | 1977                   | États-Unis             | Magnavox                        |
| Odyssey 3000                                           |                        | 1977                   | États-Unis             | Magnavox                        |
| Odyssey 4000                                           |                        | 1977                   | États-Unis             | Magnavox                        |
| Occitel                                                |                        | 1976                   | France                 | Société occitane d'électronique |
| Occitel "Deluxe"                                       |                        | 1976                   | France                 | Société occitane d'électronique |
| Occitel 003 "Télé Balle 8"                             |                        | 1978                   | France                 | Société occitane d'électronique |
| Module télé Moto Cross pour Occitel 003                |                        | 1978                   | France                 | Société occitane d'électronique |
| Module télé Ball 8 pour Occitel 003                    |                        | 1978                   | France                 | Société occitane d'électronique |
| Module télé Course pour Occitel 003                    |                        | 1979?                  | France                 | Société occitane d'électronique |
| Partie 5: Saturation du marché (1977-1980 / Monde) [2] |                        |                        |                        |                                 |
| Videojeu N20                                           |                        | 1977                   | Pays-Bas               | Philips                         |
| Videojeu N30                                           |                        | 1977                   | Pays-Bas               | Philips                         |
| Jeu électronique télévisé (T-02)                       |                        | 1977                   | France                 | Radiola                         |
| Pistolet pour Jeu électronique télévisé                | Pistolet               | 1977                   | France                 | Radiola                         |
| Télélude                                               |                        | 1977                   | France                 | Schneider                       |
| Pistolet électronique pour Télélude                    | Pistolet               | 1977                   | France                 | Schneider                       |
| Telescore 750                                          |                        | 1977                   | France                 | SEB                             |
| Telescore 752                                          |                        | 1977                   | France                 | SEB                             |
| TV-Jack 1000                                           |                        | 1977                   | Japon                  | Bandai                          |
| Tele-Sports 6                                          |                        | 1977                   | France                 | Univox                          |
| Wonder Wizard (model 7702)                             |                        | 1976                   | États-Unis             | General Home Products           |
| Partie 6: Saturation du marché (1977-1980 / Monde) [3] |                        |                        |                        |                                 |
| Occitel 003                                            | Console                | 1978                   | France                 | Société occitane d'électronique |
| OC 5000                                                |                        | 1978                   | France                 | Société occitane d'électronique |
| OC 6000                                                |                        | 1978                   | France                 | Société occitane d'électronique |
| OC 7000                                                |                        | 1979                   | France                 | Société occitane d'électronique |
| Telstar Alpha Europa                                   |                        | 1977                   | États-Unis             | Coleco                          |
| Telstar Colormatic                                     |                        | 1977                   | États-Unis             | Coleco                          |
| Telstar Combat !                                       |                        | 1977                   | États-Unis             | Coleco                          |
| Telstar Marksman                                       |                        | 1978                   | États-Unis             | Coleco                          |
| Bi.Bip 4                                               |                        | 1977                   | France                 | Creatronic                      |
| Bi.Bip 6                                               |                        | 1977                   | France                 | Creatronic                      |
| JV1V                                                   |                        | 1977                   | France                 | Pathé-Marconi                   |
| Tele-jeux TJ-141                                       |                        | 1977                   | France                 | Novoton                         |
| Colour TV Game (?)                                     |                        | 1978                   | États-Unis             | ?                               |
| Mini TV Game 1104                                      |                        | 1977                   | Royaume-Uni            | Interstate                      |
| Markint 4A                                             |                        | 1977                   | France                 | Markint                         |
| Partie 7: Saturation du marché (1977-1980 / Monde) [4] |                        |                        |                        |                                 |
| TV-Game Sportstron Coca-Cola                           |                        | 1977                   | Japon                  | Fuji                            |
| TVG-610                                                |                        | 1977                   | Japon                  | Toshiba                         |
| AD-610                                                 | Pistolet               | 1977                   | Japon                  | Toshiba                         |
| Video Attack                                           |                        | 1977                   | Japon                  | Kiyo-Seiwa                      |
| Color TV Game 6                                        |                        | 1977                   | Japon                  | Nintendo                        |
| Color TV Game 15                                       |                        | 1977                   | Japon                  | Nintendo                        |
| Color TV Game Block Kuzushi                            |                        | 1979                   | Japon                  | Nintendo                        |
| System 10                                              |                        | 1977                   | Japon                  | Epoch                           |
| Color TV Racing 112                                    |                        | 1978                   | Japon                  | Nintendo                        |
| Video Pinball C-380 (blanc)                            |                        | 1978                   | États-Unis             | Atari                           |
| Color TV Game CT-7600C                                 |                        | 1978                   | Japon                  | Logitec                         |
| TV Vader                                               |                        | 1980                   | Japon                  | Epoch                           |
| TV Block                                               |                        | 1979                   | Japon                  | Epoch                           |
| Partie 8: Saturation du marché (1977-1980 / Monde) [5] |                        |                        |                        |                                 |
| ColourScore Home TV Game (VM11)                        |                        | 1977                   | Royaume-Uni            | Videomaster                     |
| T-338                                                  |                        | 1979                   | Australie              | Hanimex                         |
| Jeu télé électronique Compact (666s)                   |                        | 1977                   | Australie              | Hanimex                         |
| Tournament IV                                          |                        | 1978                   | Royaume-Uni            | Prinztronic                     |
| Multisport TV Game (1110)                              |                        | 1977                   | Royaume-Uni            | Interstate                      |
| Retro ??                                               |                        | 2009                   | Allemagne              | ?                               |
| Match Junior                                           |                        | 1978                   | France                 | Société occitane d'électronique |
| Tele-Sports (Noir et Blanc)                            |                        | 1977                   | Royaume-Uni            | Radofin                         |
| Video 3000                                             |                        | 1976                   | Allemagne              | Interton                        |
| Las Vegas ES-2204 (Tele-Spiel)                         |                        | 1977                   | Pays-Bas               | Philips                         |
| Las Vegas ES-2208 (Tele-Spiel)                         |                        | 1977                   | Pays-Bas               | Philips                         |
| Colour TV Game MK10                                    |                        | 1975                   | Royaume-Uni            | Binatone                        |
| Paris Video Sport FY-707                               |                        | 1977                   | France                 | Teleflip                        |
| Hide-away TV Game                                      |                        | 1977                   | Allemagne              | Avtap / Sonnesta                |
| Tele-Multiplay 6000                                    |                        | 1977                   | Allemagne              | Körting Radio Werke             |
| Telejeu SD 017F                                        |                        | 1977                   | France                 | ITMC                            |
| TVG-203                                                |                        | 1977                   | France                 | Hit-Go                          |

| Objet                                                      | Année                                           | Pays                                            | Fabricants                                      |
| Partie 9: Arrivée des cartouches (1976 / U.S.A)            | Partie 9: Arrivée des cartouches (1976 / U.S.A) | Partie 9: Arrivée des cartouches (1976 / U.S.A) | Partie 9: Arrivée des cartouches (1976 / U.S.A) |
| ---------------------------------------------------------- | ----------------------------------------------- | ----------------------------------------------- | ----------------------------------------------- |
| Studio II                                                  | 1977                                            | États-Unis                                      | RCA                                             |
| Channel F                                                  | 1976                                            | États-Unis                                      | Fairchild                                       |
| Channel F System II                                        | 1979                                            | États-Unis                                      | Fairchild                                       |
| Astrocade                                                  | 1977                                            | États-Unis                                      | Bally                                           |
| Video Cassetty ROCK                                        | 1977                                            | Japon                                           | Takatoku                                        |
| TV JACK ADD-ON 5000 (bleu)                                 | 1978                                            | Japon                                           | Bandai                                          |
| TV JACK ADD-ON 5000 (marron)                               | 1978                                            | Japon                                           | Bandai                                          |
| Simon                                                      | 1978                                            | États-Unis                                      | MB                                              |
| Einstein                                                   | ?                                               | États-Unis                                      | ?                                               |
| Merlin                                                     | 1978                                            | États-Unis                                      | Miro Meccano                                    |
| Blip                                                       | 1977                                            | Japon                                           | Tomy                                            |
| Moto-cross                                                 | 1980                                            | Japon                                           | Miro Meccano                                    |
| Partie 10: L'ascension d'Atari (1977 / U.S.A) [1]          |                                                 |                                                 |                                                 |
| Atari 2600 (Modèle S)                                      | 1980                                            | États-Unis                                      | Atari                                           |
| Atari 2600 "Dark Vador" (Modèle S version 2)               | 1982                                            | États-Unis                                      | Atari                                           |
| Atari 2600 Jr.                                             | 1985                                            | États-Unis                                      | Atari                                           |
| Atari Flashback                                            | 2004                                            | États-Unis                                      | Atari                                           |
| Atari Flashback 3                                          | 2004                                            | États-Unis                                      | Atari                                           |
| TV Boy                                                     | 1993                                            | Japon                                           | Akor / Systema                                  |
| Super TV Boy                                               | 1995                                            | Japon                                           | Akor / Systema                                  |
| Partie 11: L'ascension d'Atari (1977 / U.S.A) [2]          |                                                 |                                                 |                                                 |
| Television Computer System                                 | 1979                                            | Royaume-Uni                                     | Rowtron                                         |
| Poppy 9015                                                 | 1978                                            | Allemagne                                       | Poppy / Sanwa                                   |
| Colour programmable SD-070                                 | 1976                                            | Royaume-Uni                                     | Grandstand                                      |
| Telejeu programmable                                       | 1976                                            | France                                          | ?                                               |
| VC 4000                                                    | 1978                                            | Allemagne                                       | Interton                                        |
| ?                                                          | 1978                                            |                                                 | ?                                               |
| Tele-Sports 3                                              | 1978                                            | France                                          | Univox                                          |
| MPU-1000                                                   | 1979                                            | Royaume-Uni                                     | Acetronic                                       |
| OC 2000                                                    | 1979                                            | France                                          | Société occitane d'électronique                 |
| Mathemagician                                              | 1980                                            | États-Unis                                      | APF Electronic                                  |
| APF MP 1000                                                | 1978                                            | États-Unis                                      | APF Electronic                                  |
| Partie 12: Odyssey² / Videopac (1978 / France)             |                                                 |                                                 |                                                 |
| Odyssey²                                                   | 1978                                            | États-Unis                                      | Magnavox                                        |
| Videopac Jet 25                                            | 1979                                            | Pays-Bas                                        | Radiola                                         |
| The Voice                                                  | 1983                                            | États-Unis                                      | Magnavox                                        |
| Videopac G-7401                                            | 1979                                            | États-Unis                                      | Philips                                         |
| JoPac Jo7400                                               | 1983                                            | France                                          | Brandt                                          |
| Videopac C7010                                             |                                                 |                                                 |                                                 |
| Partie 13: La micro informatique (Depuis 1972 / Monde) [1] |                                                 |                                                 |                                                 |
| Commodore 64                                               | 1982                                            | États-Unis                                      | Commodore                                       |
| Commodore 16                                               | 1984                                            | États-Unis                                      | Commodore                                       |
| Commodore 1541                                             | 1982                                            | États-Unis                                      | Commodore                                       |
| The C64 Mini                                               | 2017                                            | États-Unis                                      | Retro Games Ltd                                 |
| Commodore Plus/4                                           | 1984                                            | États-Unis                                      | Commodore                                       |
| Partie 14: La micro informatique (Depuis 1972 / Monde) [2] |                                                 |                                                 |                                                 |
| Amiga 500                                                  | 1987                                            | États-Unis                                      | Commodore                                       |
| Atari 520st                                                | 1985                                            | États-Unis                                      | Atari                                           |
| Atari 1040st                                               | 1986                                            | États-Unis                                      | Atari                                           |
| 800XL                                                      | 1983                                            | États-Unis                                      | Atari                                           |
| Manager                                                    | 1998                                            | Hong Kong                                       | VTech                                           |
| Thomson MO5                                                | 1984                                            | France                                          | Thomson / SIMIV                                 |
| Thomson TO7/70                                             | 1984                                            | France                                          | Thomson / SIMIV                                 |
| Partie 15: La micro informatique (Depuis 1972 / Monde) [3] |                                                 |                                                 |                                                 |
| TI-99/4A                                                   | 1981                                            | États-Unis                                      | Texas Instruments                               |
| Oric Atmos                                                 | 1984                                            | Royaume-Uni                                     | Tangerine Computer Systems                      |
| Alice                                                      | 1983                                            | France                                          | Matra / Hachette                                |
| Laser 310                                                  | 1977                                            | Hong Kong                                       | VTech                                           |
| ZX81                                                       | 1981                                            | Royaume-Uni                                     | Sinclair                                        |
| TRS-80 Color Computer 2                                    | 1983                                            | États-Unis                                      | RadioShack                                      |
| EXL 100                                                    | 1984                                            | France                                          | Exelvision                                      |
| VG5000                                                     | 1984                                            | Pays-Bas                                        | Philips                                         |
| Aquarius                                                   | 1983                                            | États-Unis                                      | Mattel                                          |
| Amstrad CPC 464                                            | 1984                                            | Royaume-Uni                                     | Amstrad                                         |
| Amstrad CPC 6128                                           | 1985                                            | Royaume-Uni                                     | Amstrad                                         |
| Partie 16: La micro informatique (Depuis 1972 / Monde) [4] |                                                 |                                                 |                                                 |
|                                                            |                                                 |                                                 |                                                 |
| Partie 17: Couleurs et Pixels (1978-1982 / U.S.A) [1]      |                                                 |                                                 |                                                 |
| Black Point FS-2000                                        | 1978                                            | Allemagne                                       | S.H.G                                           |
| Palladium Tele-Cassetten-Game                              | 1979                                            | États-Unis                                      | Promotors LTD                                   |
| Intellivision                                              | 1978                                            | États-Unis                                      | Mattel                                          |
| Intellivision Flashback                                    | 2015                                            | Chine                                           | AtGames                                         |
| Atari 5200                                                 | 1982                                            | États-Unis                                      | Atari                                           |
| Pro-Line Track-Ball Controller pour Atari 5200             | 1982                                            | États-Unis                                      | Atari                                           |
| Vectrex                                                    | 1982                                            | États-Unis                                      | GCE / Milton Bradley                            |
| Light Pen pour Vectrex                                     | 1983                                            | États-Unis                                      | GCE / Milton Bradley                            |
| 3D Imager Vectrex                                          | 1983                                            | États-Unis                                      | GCE / Milton Bradley                            |
| Partie 18: Couleurs et Pixels (1978-1982 / U.S.A) [2]      |                                                 |                                                 |                                                 |
| CreatiVision                                               | 1981                                            | Hong Kong                                       | VTech                                           |
| ColecoVision                                               | 1982                                            | Etats-Unis                                      | Coleco                                          |
| Coleco Adam (extension pour ColecoVision)                  | 1983                                            | Etats-Unis                                      | Coleco                                          |
| ColecoVision Flashback                                     | 2015                                            | Chine                                           | AtGames                                         |
| Partie 19: Couleurs et Pixels (1978-1982 / U.S.A) [3]      |                                                 |                                                 |                                                 |
| Casette Vision                                             | 1981                                            | Japon                                           | Epoch                                           |
| Casette Vision Jr.                                         | 1983                                            | Japon                                           | Epoch                                           |
| Home Arcade                                                | 1982                                            | France                                          | Advision                                        |
| Video Computer Game (Dynavision)                           | 1982                                            | France                                          | Prestige                                        |
| Hanimex HMG 7900                                           | 1983                                            | Australie                                       | Hanimex                                         |
| Vidéo color                                                | 1983                                            | Hong Kong                                       | Roller ?                                        |
| SD-290                                                     | 1983                                            | France                                          | ITCM pour Jouet Club                            |
| Commodore Max Machine                                      | 1983                                            | Japon                                           | Commodore                                       |
| Game Pasocom / M5                                          | 1982                                            | Japon                                           | Sord Computer / Takara                          |
| PV-1000                                                    | 1983                                            | Japon                                           | Casio                                           |
| PV-2000                                                    | 1983                                            | Japon                                           | Casio                                           |

| Objet                                                 | Type                                                  | Année                                                 | Pays                                                  | Fabricants                                            |
| Partie 20: Nintendo vs Sega 1 (1983-1988 / Japon) [1] | Partie 20: Nintendo vs Sega 1 (1983-1988 / Japon) [1] | Partie 20: Nintendo vs Sega 1 (1983-1988 / Japon) [1] | Partie 20: Nintendo vs Sega 1 (1983-1988 / Japon) [1] | Partie 20: Nintendo vs Sega 1 (1983-1988 / Japon) [1] |
| ----------------------------------------------------- | ----------------------------------------------------- | ----------------------------------------------------- | ----------------------------------------------------- | ----------------------------------------------------- |
| Family Computer                                       | Console                                               | 1983                                                  | Japon                                                 | Nintendo                                              |
| R.O.B                                                 | Accessoire                                            | 1985                                                  | Japon                                                 | Nintendo                                              |
| Family Basic                                          |                                                       | 1984                                                  | Japon                                                 | Nintendo                                              |
| Famicom 3D System                                     |                                                       | 1987                                                  | Japon                                                 | Nintendo                                              |
| Famicom Disk System                                   | Accessoire                                            | 1986                                                  | Japon                                                 | Nintendo                                              |
| Famicom AV                                            | Console                                               | 1993                                                  | Japon                                                 | Nintendo                                              |
| Power Glove                                           | Accessoire                                            | 1990                                                  | États-Unis                                            |                                                       |
| NES                                                   | Console                                               | 1985                                                  | Japon                                                 | Nintendo                                              |
| NES Zapper                                            | Pistolet                                              | 1984                                                  | Japon                                                 | Nintendo                                              |
| Nes advantage                                         | Accessoire                                            | 1987                                                  | Japon                                                 | Nintendo                                              |
| Nintendo Classic Mini: Nintendo Entertainment System  | Console                                               | 2016                                                  | Japon                                                 | Nintendo                                              |
| Game Boy Advance SP : NES Classic                     | Console portable                                      |                                                       | Japon                                                 | Nintendo                                              |
| Partie 21: Nintendo vs Sega 1 (1983-1988 / Japon) [2] |                                                       |                                                       |                                                       |                                                       |
| SG-1000                                               | Console                                               | 1983                                                  | Japon                                                 | SEGA                                                  |
| SG-1000 II                                            | Console                                               | 1984                                                  | Japon                                                 | SEGA                                                  |
| Othello Multivision FG-2000                           |                                                       | 1984                                                  | Japon                                                 | Tsukuda Original                                      |
| Handle Controller (SH-400)                            |                                                       | 1986                                                  | Japon                                                 | SEGA                                                  |
| SK-1100                                               |                                                       | 1984                                                  | Japon                                                 | SEGA                                                  |
| BIKE HANDLE (BH-4000)                                 |                                                       | 1985                                                  | Japon                                                 | SEGA                                                  |
| Mark III                                              |                                                       | 1985                                                  | Japon                                                 | SEGA                                                  |
| Master System                                         | Console                                               | 1986                                                  | Japon                                                 | SEGA                                                  |
| Partie 22: Nintendo vs Sega 1 (1983-1988 / Japon) [3] |                                                       |                                                       |                                                       |                                                       |
| 3-D Glasses                                           |                                                       | 1987                                                  | Japon                                                 | SEGA                                                  |
| Master System II                                      |                                                       | 1991                                                  | Japon                                                 | SEGA                                                  |
| Super Cassette Vision                                 |                                                       | 1984                                                  | Japon                                                 | Epoch                                                 |
| BBC Bridge Companion                                  | Console                                               | 1985                                                  | Royaume-Uni                                           | Unicard LTD                                           |
| Atari 7800                                            | Console                                               | 1986                                                  | États-Unis                                            | Atari                                                 |
| Video Challenger                                      |                                                       | 1987                                                  | Japon                                                 | Bandai                                                |
| Colorvision                                           |                                                       | 1984                                                  | Japon                                                 | Romtec                                                |
| Atari XE Game System                                  |                                                       | 1987                                                  | États-Unis                                            | Atari                                                 |
| Worlds of Wonder Action Max                           |                                                       | 1987                                                  | États-Unis                                            | Worlds of Wonder                                      |
| Partie 23: NEC (1987 / Japon)                         |                                                       |                                                       |                                                       |                                                       |
| PC Engine                                             | Console                                               | 1987                                                  | Japon                                                 | NEC                                                   |
| PC Engine Shuttle                                     | Console                                               | 1989                                                  | Japon                                                 | NEC                                                   |
| PC Engine Coregrafx                                   | Console                                               | 1989                                                  | Japon                                                 | NEC                                                   |
| CD-ROM²                                               | Extension                                             | 1988                                                  | Japon                                                 | NEC                                                   |
| PC Engine GT                                          | Console portable                                      | 1991                                                  | Japon                                                 | NEC                                                   |
| PC Engine LT                                          | Console                                               | 1991                                                  | Japon                                                 | NEC                                                   |
| PC Engine SuperGrafx                                  | Console                                               | 1989                                                  | Japon                                                 | NEC                                                   |
| PC Engine Duo                                         | Console                                               | 1991                                                  | Japon                                                 | NEC                                                   |
| Partie 24: Pac Man (1980 / Japon)                     |                                                       |                                                       |                                                       |                                                       |
| Terebikko                                             | Console                                               | 1992                                                  | Japon                                                 | Bandai                                                |
| Terebikko portable                                    | Console portable                                      | 1993                                                  | Japon                                                 | Bandai                                                |
| GX-4000                                               | Console                                               | 1990                                                  | Royaume-Uni                                           | Amstrad                                               |
| CD-i                                                  | Console                                               | 1991                                                  | Pays-Bas                                              | Philips                                               |
| Lecteur CD-i (modèle 400)                             | Console                                               | ?                                                     | Pays-Bas                                              | Philips                                               |
| Roller Controller pour le CD-i                        | Accessoire                                            | 1992                                                  | Pays-Bas                                              | Philips                                               |
| View Master Interactive Vision                        | Console                                               | 1988                                                  | États-Unis                                            | View-Master                                           |
| Partie 25: Nintendo vs Sega 2 (1988-1994 / Japon) [1] |                                                       |                                                       |                                                       |                                                       |
| Mega Drive / Genesis                                  | Console                                               | 1988                                                  | Japon                                                 | SEGA                                                  |
| Mega CD / Sega CD                                     | Console                                               | 1991                                                  | Japon                                                 | SEGA                                                  |
| Mega CD 2 / Sega CD 2                                 | Console                                               | 1993                                                  | Japon                                                 | SEGA                                                  |
| Mega Drive II / Genesis II                            | Console                                               | 1993                                                  | Japon                                                 | SEGA                                                  |
| Menacer                                               | Accessoire                                            | 1992                                                  | Japon                                                 | SEGA                                                  |
| TeeV Golf                                             | Accessoire                                            | 1990                                                  | États-Unis                                            | Sports Sciences                                       |
| Nomad                                                 | Console portable                                      | 1995                                                  | Japon                                                 | SEGA                                                  |
| Mega Jet                                              |                                                       | 1994                                                  | Japon                                                 | SEGA                                                  |
| Multi-Mega                                            |                                                       | 1993                                                  | Japon                                                 | SEGA                                                  |
| Activator                                             | Accessoire                                            | 1993                                                  | Japon                                                 | SEGA                                                  |
| The justifier                                         | Accessoire                                            | 1990                                                  | Japon                                                 | Konami                                                |
| ?                                                     |                                                       |                                                       |                                                       |                                                       |
| Arcade Gamer Portable                                 |                                                       | 2004                                                  | Hong Kong                                             | AtGames                                               |
| Mega Drive III / Senesis III                          |                                                       | 1990                                                  | Japon                                                 | Majesco                                               |
| Partie 26: Nintendo vs Sega 2 (1988-1994 / Japon) [2] |                                                       |                                                       |                                                       |                                                       |
| Super Famicom                                         | Console                                               | 1990                                                  | Japon                                                 | Nintendo                                              |
| Super NES                                             | Console                                               | 1991                                                  | Japon                                                 | Nintendo                                              |
| Super Nintendo                                        | Console                                               | 1992                                                  | Japon                                                 | Nintendo                                              |
| Super Scope                                           | Accessoire                                            | 1993                                                  | Japon                                                 | Nintendo                                              |
| Super NES Mouse                                       | Accessoire                                            | 1992                                                  | Japon                                                 | Nintendo                                              |
| Satellaview                                           | Accessoire                                            | 1995                                                  | Japon                                                 | Nintendo                                              |
| Super Game Boy                                        | Accessoire                                            | 1994                                                  | Japon                                                 | Nintendo                                              |
| BatterUP                                              | Accessoire                                            | 1995?                                                 | Japon                                                 | Sports Sciences Inc.                                  |
| New Nintendo 3DS XL (version Super Nintendo)          | Console portable                                      | 2015                                                  | Japon                                                 | Nintendo                                              |
| Barcode Battler                                       | Console portable                                      | 1991                                                  | Japon                                                 | Epoch                                                 |
| Partie 27: Nintendo l'innovateur (1989-1998 / Japon)  |                                                       |                                                       |                                                       |                                                       |
| Izek 1500                                             |                                                       | 2000                                                  | États-Unis                                            | Singer                                                |
| NES Hands Free                                        | Accessoire                                            | 1989                                                  | Japon                                                 | Nintendo                                              |
| Game Boy Color (Blue)                                 | Console portable                                      | 1999                                                  | Japon                                                 | Nintendo                                              |
| DIVERS                                                |                                                       |                                                       |                                                       |                                                       |
| Missile Invader                                       |                                                       | 1980                                                  | Japon                                                 | Bandai                                                |
| Duel                                                  |                                                       | 1982                                                  | Japon                                                 | Bandai                                                |
| Astro Command                                         |                                                       | 1982                                                  | Japon                                                 | Epoch                                                 |
| Dracula                                               |                                                       | 1982                                                  | Japon                                                 | Epoch                                                 |

| Objet                                                        | Type                                        | Année                                       | Pays                                        | Fabricants                                  |
| Partie 28 à 34: Game & Watch (1980 / Japon)                  | Partie 28 à 34: Game & Watch (1980 / Japon) | Partie 28 à 34: Game & Watch (1980 / Japon) | Partie 28 à 34: Game & Watch (1980 / Japon) | Partie 28 à 34: Game & Watch (1980 / Japon) |
| ------------------------------------------------------------ | ------------------------------------------- | ------------------------------------------- | ------------------------------------------- | ------------------------------------------- |
| MicroVision                                                  | Console portable                            | 1979                                        | États-Unis                                  | Milton Bradley                              |
| Variety                                                      | Console portable                            | 1983                                        | Japon                                       | VTech                                       |
| Digi Casse                                                   | Console portable                            | 1983                                        | Japon                                       | Bandai                                      |
| Super Micro                                                  | Console portable                            | 1983                                        | États-Unis                                  | Palmtex                                     |
| Game Pocket Computer (Pokecom)                               | Console portable                            | 1984                                        | Japon                                       | Epoch                                       |
| Game & Watch (plusieurs modèles)                             | Console portable                            | 1980                                        | Japon                                       | Nintendo                                    |
| Partie 35 : Les consoles portables (Depuis 1979 / Monde) [1] |                                             |                                             |                                             |                                             |
| Game Boy                                                     | Console portable                            | 1990                                        | Japon                                       | Nintendo                                    |
| Game Boy Bros                                                | Console portable                            | 1994                                        | Japon                                       | Nintendo                                    |
| Game Boy Pocket                                              | Console portable                            | 1996                                        | Japon                                       | Nintendo                                    |
| Game Boy Lite                                                | Console portable                            | 1997                                        | Japon                                       | Nintendo                                    |
| Game Boy Color                                               | Console portable                            | 1998                                        | Japon                                       | Nintendo                                    |
| Game Boy Advance                                             | Console portable                            | 2001                                        | Japon                                       | Nintendo                                    |
| Game Boy Advance SP                                          | Console portable                            | 2003                                        | Japon                                       | Nintendo                                    |
| Game Boy Micro                                               | Console portable                            | 2005                                        | Japon                                       | Nintendo                                    |
| Partie 36: Les consoles portables (Depuis 1979 / Monde) [2]  |                                             |                                             |                                             |                                             |
| Game Gear                                                    | Console portable                            | 1991                                        | Japon                                       | SEGA                                        |
| Game Gear Micro                                              | Console portable                            | 2020                                        | Japon                                       | SEGA                                        |
| Partie 37: Les consoles portables (Depuis 1979 / Monde) [3]  |                                             |                                             |                                             |                                             |
| Lynx                                                         | Console portable                            | 1989                                        | États-Unis                                  | Atari                                       |
| Lynx II                                                      | Console portable                            | 1991                                        | États-Unis                                  | Atari                                       |
| Partie 38: Les consoles portables (Depuis 1979 / Monde) [4]  |                                             |                                             |                                             |                                             |
| Gamate                                                       | Console portable                            | 1990                                        | Taïwan                                      | Bit Corp                                    |
| Game master                                                  | Console portable                            | 1992                                        | Allemagne                                   | Hachtung                                    |
| Supervision                                                  | Console portable                            | 1992                                        | Hong Kong                                   | Watara                                      |
| Supervision Modèle 2                                         | Console portable                            | 1993                                        | Hong Kong                                   | Watara                                      |
| Partie 39: Les consoles portables (Depuis 1979 / Monde) [5]  |                                             |                                             |                                             |                                             |
| Game.com                                                     | Console portable                            | 1997                                        | États-Unis                                  | Tiger                                       |
| Neo-Geo Pocket                                               | Console portable                            | 1998                                        | Japon                                       | SNK                                         |
| Neo-Geo Pocket Color                                         | Console portable                            | 1999                                        | Japon                                       | SNK                                         |
| WonderSwan                                                   | Console portable                            | 1999                                        | Japon                                       | Bandai                                      |
| Mega Duck / Cougar Boy                                       | Console portable                            | 1993                                        | Chine                                       | Creatonic                                   |
| Partie 40: Les consoles portables (Depuis 1979 / Monde) [6]  |                                             |                                             |                                             |                                             |
| SwanCrystal                                                  | Console portable                            | 2000                                        | Japon                                       | Bandai                                      |
| WonderSwan Color                                             | Console portable                            | 2000                                        | Japon                                       | Bandai                                      |
| Game King                                                    | Console portable                            | 2003                                        | Chine                                       | TimeTop                                     |
| N-Gage                                                       | Console portable                            | 2003                                        | Finlande                                    | Nokia                                       |
| Partie 41: Les consoles portables (Depuis 1979 / Monde) [7]  |                                             |                                             |                                             |                                             |
| Game King II                                                 | Console portable                            | 2004                                        | Chine                                       | TimeTop                                     |
| GP32                                                         | Console portable                            | 2004                                        | Corée                                       | Game Park                                   |
| DigiBLAST                                                    | Console portable                            | 2005                                        | Japon                                       | Nikko                                       |
| Gizmondo                                                     | Console portable                            | 2005                                        | Suède                                       | TigerTelematics                             |
| A-380e                                                       | Console portable                            | 2009                                        | Chine                                       | Dingoo                                      |

| Objet                                                         | Type                                                          | Année                                                         | Pays                                                          | Fabricants                                                    |
| Partie 42: Concurrence de haut niveau (1990-1994 / Monde) [1] | Partie 42: Concurrence de haut niveau (1990-1994 / Monde) [1] | Partie 42: Concurrence de haut niveau (1990-1994 / Monde) [1] | Partie 42: Concurrence de haut niveau (1990-1994 / Monde) [1] | Partie 42: Concurrence de haut niveau (1990-1994 / Monde) [1] |
| ------------------------------------------------------------- | ------------------------------------------------------------- | ------------------------------------------------------------- | ------------------------------------------------------------- | ------------------------------------------------------------- |
| NEO-GEO                                                       | Console                                                       | 1990                                                          | Japon                                                         | SNK                                                           |
| Neo-Geo X                                                     | Console portable                                              | 2012                                                          | Japon                                                         | SNK                                                           |
| Neo-Geo Mini (International version)                          | Console                                                       | 2018                                                          | Japon                                                         |                                                               |
| Jaguar                                                        | Console                                                       | 1993                                                          | États-Unis                                                    | Atari                                                         |
| Amiga CD32                                                    | Console                                                       | 1993                                                          | États-Unis                                                    | Commodore                                                     |
| 3DO REAL FZ1                                                  | Console                                                       | 1993                                                          | Japon                                                         | Panasonic                                                     |
| FM Towns Marty                                                | Console                                                       | 1993                                                          | Japon                                                         | Fujitsu                                                       |
| Partie 43: Concurrence de haut niveau (1990-1994 / Monde) [2] |                                                               |                                                               |                                                               |                                                               |
| Playdia                                                       | Console                                                       | 1994                                                          | Japon                                                         | Bandai                                                        |
| My Seal Computer LOOPY                                        |                                                               | 1995                                                          | Japon                                                         | Casio                                                         |
| LaserActive                                                   | Console                                                       | 1993                                                          | Japon                                                         | Pioneer                                                       |
| MegaDrive Module                                              |                                                               | 1993                                                          | Japon                                                         | Pioneer                                                       |
| PC-Engine Module                                              |                                                               | 1993                                                          | Japon                                                         | Pioneer                                                       |
| Module Karaoké                                                |                                                               | 1993                                                          | Japon                                                         | Pioneer                                                       |
| NEO-GEO CD                                                    | Console                                                       | 1994                                                          | Japon                                                         | SNK                                                           |
| Pipp!n                                                        | Console                                                       | 1996                                                          | Japon                                                         | Bandai / Apple                                                |
| Pipp!n Keyboard                                               | Accessoire                                                    | 1997                                                          | États-Unis                                                    | Bandai / Apple                                                |
| PC-FX                                                         | Console                                                       | 1994                                                          | Japon                                                         | NEC                                                           |
| Super A'Can                                                   | Console                                                       | 1995                                                          | États-Unis                                                    | Funtech                                                       |
| Partie 44: Concurrence de haut niveau (1990-1994 / Monde) [3] |                                                               |                                                               |                                                               |                                                               |
| Virtual Boy                                                   | Console                                                       | 1995                                                          | Japon                                                         | Nintendo                                                      |
| Saturn (version Japonaise)                                    | Console                                                       | 1994                                                          | Japon                                                         | Sega                                                          |
| Saturn (version américaine)                                   | Console                                                       | 1995                                                          | Japon                                                         | Sega                                                          |
| Virtua Gun pour Saturn                                        | Accessoire                                                    | 1995                                                          | Japon                                                         | Sega                                                          |
| Arcade Racer pour Saturn                                      | Accessoire                                                    | 1995                                                          | Japon                                                         | Sega                                                          |
| 3D Pad pour Saturn                                            | Accessoire                                                    | 1996                                                          | Japon                                                         | Sega                                                          |
| Partie 45: Concurrence de haut niveau (1990-1994 / Monde) [4] |                                                               |                                                               |                                                               |                                                               |
| Nintendo 64                                                   | Console                                                       | 1996                                                          | Japon                                                         | Nintendo                                                      |
| Rumble Pack                                                   | Accessoire                                                    | 1997                                                          | Japon                                                         | Nintendo                                                      |
| Nintendo 64 Color Edition (Vert)                              | Console                                                       | 2000                                                          | Japon                                                         | Nintendo                                                      |
| Nintendo 64 Pikachu                                           | Console                                                       | 2001                                                          | Japon                                                         | Nintendo                                                      |
| iQue Player                                                   | Console                                                       | 2003                                                          | Chine                                                         | iQue / Nintendo                                               |
| Partie 46: PlayStation 1 (1994 / Japon)                       |                                                               |                                                               |                                                               |                                                               |
| PlayStation                                                   | Console                                                       | 1995                                                          | Japon                                                         | Sony                                                          |
| G-Con / GunCon 45                                             |                                                               | 1994                                                          | Japon                                                         | Namco                                                         |
| PlayStation Mouse / Souris                                    | Accessoire                                                    | 1995                                                          | Japon                                                         | Sony                                                          |
| Specialized JoyStick                                          | Accessoire                                                    | 1996                                                          | Japon                                                         | Sony                                                          |
| PocketStation                                                 | Accessoire                                                    | 2003                                                          | Japon                                                         | Sony                                                          |
| PSone                                                         | Console                                                       | 2000                                                          | Japon                                                         | Sony                                                          |
| Moniteur PSone                                                | Accessoire                                                    | 2001                                                          | Japon                                                         | Sony                                                          |
| NeGcon                                                        |                                                               | 1995                                                          | Japon                                                         | Namco                                                         |
| PlayStation Classic                                           | Console                                                       | 2018                                                          | Japon                                                         | Sony                                                          |
| Partie 47: Génération 6 (1994 / Japon) [1]                    |                                                               |                                                               |                                                               |                                                               |
| Dreamcast                                                     | Console                                                       | 1998                                                          | Japon                                                         | Sega                                                          |
| Dreamcast Karaoké                                             | Accessoire                                                    | 2001                                                          | Japon                                                         | Sega                                                          |
| Visual Memory                                                 | Accessoire                                                    | 1998                                                          | Japon                                                         | Sega                                                          |
| Clavier / Souris Dreamcast                                    | Accessoire                                                    | 1999                                                          | Japon                                                         | Sega                                                          |
| Canne à pêche Dreamcast                                       | Accessoire                                                    | 1999                                                          | Japon                                                         | Sega                                                          |
| Volant Dreamcast                                              | Accessoire                                                    | 1999                                                          | Japon                                                         | Sega                                                          |
| Jump Pack                                                     | Accessoire                                                    | 1999                                                          | Japon                                                         | Sega                                                          |
| Pistolet Dreamcast                                            | Accessoire                                                    | 1999                                                          | Japon                                                         | Sega                                                          |
| Partie 48: Génération 6 (1994 / Japon) [2]                    |                                                               |                                                               |                                                               |                                                               |
| PlayStation 2                                                 | Console                                                       | 2000                                                          | Japon                                                         | Sony                                                          |
| PlayStation 2 «Slim»                                          | Console                                                       | 2004                                                          | Japon                                                         | Sony                                                          |
| Memory Card PS2                                               | Accesoire                                                     | 2000                                                          | Japon                                                         | Sony                                                          |
| EyeToy                                                        | Accesoire                                                     | 2003                                                          | Japon                                                         | Sony                                                          |
| PSX                                                           | Console                                                       | 2004                                                          | Japon                                                         | Sony                                                          |
| Partie 49: Génération 6 (1994 / Japon) [3]                    |                                                               |                                                               |                                                               |                                                               |
| GameCube                                                      | Console                                                       | 2001                                                          | Japon                                                         | Nintendo                                                      |
| GameBoy Player                                                | Accessoire                                                    | 2003                                                          | Japon                                                         | Nintendo                                                      |
| Pokémon mini                                                  |                                                               | 2001                                                          | Japon                                                         | Nintendo                                                      |
| Memory Card GameCube                                          | Accessoire                                                    | 2001                                                          | Japon                                                         | Nintendo                                                      |
| ASCII Keyboard Controller (GameCube)                          | Accessoire                                                    | 2001                                                          | Japon                                                         | Nintendo                                                      |
| Câble Composante(GameCube)                                    | Accessoire                                                    | 2001                                                          | Japon                                                         | Nintendo                                                      |
| GameCube (Hanshin Tigers édition)                             |                                                               | 2003                                                          | Japon                                                         | Nintendo                                                      |
| Panasonic Q                                                   |                                                               | 2001                                                          | Japon                                                         | Panasonic / Nintendo                                          |
| Bongo DK                                                      | Accessoire                                                    | 2004                                                          | Japon                                                         | Nintendo                                                      |

| Objet                                                         | Type                                             | Année                                            | Pays                                             | Fabricants                                       |
| Partie 50: L'arrivée de Microsoft (2001 / U.S.A)              | Partie 50: L'arrivée de Microsoft (2001 / U.S.A) | Partie 50: L'arrivée de Microsoft (2001 / U.S.A) | Partie 50: L'arrivée de Microsoft (2001 / U.S.A) | Partie 50: L'arrivée de Microsoft (2001 / U.S.A) |
| ------------------------------------------------------------- | ------------------------------------------------ | ------------------------------------------------ | ------------------------------------------------ | ------------------------------------------------ |
| Xbox                                                          | Console                                          | 2002                                             | États-Unis                                       | Microsoft                                        |
| Partie 51: L'arcade (Depuis 1971 / Monde)                     |                                                  |                                                  |                                                  |                                                  |
|                                                               |                                                  |                                                  |                                                  |                                                  |
| Partie 52: Nintendo, le roi des portables (2007-2011 / Japon) |                                                  |                                                  |                                                  |                                                  |
| PlayStation Portable (PSP-1000)                               | Console portable                                 | 2004                                             | Japon                                            | Sony                                             |
| PSP Slim & Lite (PSP-2000)                                    | Console portable                                 | 2007                                             | Japon                                            | Sony                                             |
| PSP Brite (PSP-3000)                                          | Console portable                                 | 2008                                             | Japon                                            | Sony                                             |
| PSP Go (PSP-N1000)                                            | Console portable                                 | 2009                                             | Japon                                            | Sony                                             |
| PSP Street (PSP E-1000)                                       | Console portable                                 | 2011                                             | Japon                                            | Sony                                             |
| XaviX PORT                                                    |                                                  |                                                  | Japon                                            | SSD Company                                      |
| XaviX Golf                                                    |                                                  |                                                  | Japon                                            | SSD Company                                      |
| XaviX Power Boxing                                            |                                                  |                                                  | Japon                                            | SSD Company                                      |
| XaviX Bowling                                                 |                                                  |                                                  | Japon                                            | SSD Company                                      |
| XaviX Tennis                                                  |                                                  |                                                  | Japon                                            | SSD Company                                      |
| XaviX Baseball                                                |                                                  |                                                  | Japon                                            | SSD Company                                      |
| Domyos Interactive System                                     |                                                  | 2007                                             | Japon                                            | SSD Company                                      |
| Nintendo DS                                                   | Console portable                                 | 2004                                             | Japon                                            | Nintendo                                         |
| Nintendo DS Lite                                              | Console portable                                 | 2006                                             | Japon                                            | Nintendo                                         |
| Nintendo DS Lite (Mario Edition)                              | Console portable                                 | 2006                                             | Japon                                            | Nintendo                                         |
| Nintendo DSi                                                  | Console portable                                 | 2009                                             | Japon                                            | Nintendo                                         |
| Nintendo DSi XL                                               | Console portable                                 | 2009                                             | Japon                                            | Nintendo                                         |
| Partie 53: Xbox 360 (2005 / U.S.A)                            |                                                  |                                                  |                                                  |                                                  |
| Xbox 360 (Elite)                                              | Console                                          | 2005                                             | États-Unis                                       | Microsoft                                        |
| Xbox 360 S                                                    | Console                                          | 2010                                             | États-Unis                                       | Microsoft                                        |
| Xbox 360 (Stars Wars édition)                                 | Console                                          |                                                  | États-Unis                                       | Microsoft                                        |
| Xbox 360 HD DVD Player                                        | Extension                                        | 2006                                             | États-Unis                                       | Microsoft                                        |
| Kinect                                                        | Accessoire                                       | 2010                                             | États-Unis                                       | Microsoft                                        |
| Partie 54: Wii (2006 / Japon) [1]                             |                                                  |                                                  |                                                  |                                                  |
| Wii                                                           | Console                                          | 2006                                             | Japon                                            | Nintendo                                         |
| Wii Wheel                                                     | Accessoire                                       | 2008                                             | Japon                                            | Nintendo                                         |
| Wii Balance Board                                             | Accessoire                                       | 2008                                             | Japon                                            | Nintendo                                         |
| Wii Speak                                                     |                                                  | 2008                                             | Japon                                            | Nintendo                                         |
| Wii Mini                                                      | Console                                          | 2013                                             | Japon                                            | Nintendo                                         |
| HyperScan                                                     |                                                  | 2006                                             | États-Unis                                       | Mattel                                           |
| Partie 55: PlayStation 3 (2006 / Japon)                       |                                                  |                                                  |                                                  |                                                  |
| PlayStation3                                                  | Console                                          | 2006                                             | Japon                                            | Sony                                             |
| PS3 Slim                                                      | Console                                          | 2009                                             | Japon                                            | Sony                                             |
| PS3 Ultra Slim                                                | Console                                          | 2012                                             | Japon                                            | Sony                                             |
| PlayStation Move                                              | Accessoire                                       | 2010                                             | Japon                                            | Sony                                             |
| Ouya                                                          |                                                  | 2012                                             | États-Unis                                       | Ouya Inc.                                        |
| OnLive Console                                                | Cloud                                            | 2010                                             | États-Unis                                       | onLive                                           |
| GameStick                                                     |                                                  | 2013                                             | Royaume-Uni                                      | PlayJam                                          |
| Partie 56: PC (Depuis 1980 / Monde)                           |                                                  |                                                  |                                                  |                                                  |
|                                                               |                                                  |                                                  |                                                  |                                                  |
| Partie 57: La 8° génération (2011-2020 / Monde) [1]           |                                                  |                                                  |                                                  |                                                  |
| Wii U                                                         | Console                                          | 2012                                             | Japon                                            | Nintendo                                         |
| Partie 58: La 8° génération (2011-2020 / Monde) [2]           |                                                  |                                                  |                                                  |                                                  |
| PlayStation 4                                                 | Console                                          | 2013                                             | Japon                                            | Sony                                             |
| PS4 (Star Wars édition)                                       | Console                                          | 2013                                             | Japon                                            | Sony                                             |
| PS4 (FF XV édition)                                           | Console                                          | 2016                                             | Japon                                            | Sony                                             |
| Compact Racing Wheel pour PS4                                 |                                                  |                                                  | Japon                                            | Sony                                             |
| PlayStation TV                                                |                                                  | 2014                                             | Japon                                            | Sony                                             |
| Wireless Stereo Headset 2.0                                   |                                                  |                                                  | Japon                                            | Sony                                             |
| Partie 59: La 8° génération (2011-2020 / Monde) [3]           |                                                  |                                                  |                                                  |                                                  |
| PlayStation Vita                                              | Console portable                                 | 2012                                             | Japon                                            | Sony                                             |
| PS Vita PCH-2000 (Slim)                                       | Console portable                                 | 2013                                             | Japon                                            | Sony                                             |

| Objet                                                       | Type                                                | Année                                               | Pays                                                | Fabricants                                          |
| Partie 60: La 8° génération (2011-2020 / Monde) [4]         | Partie 60: La 8° génération (2011-2020 / Monde) [4] | Partie 60: La 8° génération (2011-2020 / Monde) [4] | Partie 60: La 8° génération (2011-2020 / Monde) [4] | Partie 60: La 8° génération (2011-2020 / Monde) [4] |
| ----------------------------------------------------------- | --------------------------------------------------- | --------------------------------------------------- | --------------------------------------------------- | --------------------------------------------------- |
| Nintendo 3DS                                                | Console portable                                    | 2011                                                | Japon                                               | Nintendo                                            |
| New Nintendo 3DS                                            | Console portable                                    | 2015                                                | Japon                                               | Nintendo                                            |
| New Nintendo 3DS (New Style Boutique 2 édition)             | Console portable                                    |                                                     | Japon                                               | Nintendo                                            |
| New Nintendo 3DS (Animal Crosing édition)                   | Console portable                                    |                                                     | Japon                                               | Nintendo                                            |
| Nintendo 2DS                                                | Console portable                                    | 2013                                                | Japon                                               | Nintendo                                            |
| New Nintendo 2DS XL (Pikachu édition)                       | Console portable                                    | 2017                                                | Japon                                               | Nintendo                                            |
| Partie 61: La 8° génération (2011-2020 / Monde) [5]         |                                                     |                                                     |                                                     |                                                     |
| Xbox One                                                    | Console                                             | 2014                                                | États-Unis                                          | Microsoft                                           |
| Xbox One (Gears of Wars 4 édition)                          | Console                                             | 2016                                                | États-Unis                                          | Microsoft                                           |
| Xbox One S (Minecraft édition)                              | Console                                             | 2016                                                | États-Unis                                          | Microsoft                                           |
| Xbox One X                                                  | Console                                             | 2016                                                | États-Unis                                          | Microsoft                                           |
| Partie 62: La génération courante (2020-202... / Monde) [1] |                                                     |                                                     |                                                     |                                                     |
| Nintendo Switch                                             |                                                     | 2017                                                | Japon                                               | Nintendo                                            |
| Nintendo Switch (Pokémon Let's Go Eevee édition)            |                                                     | 2018                                                | Japon                                               | Nintendo                                            |
| Nintendo Switch (Animal Crossing édition)                   |                                                     | 2018                                                | Japon                                               | Nintendo                                            |
| Nintendo Switch Lite (Pokémon édition)                      |                                                     | 2019                                                | Japon                                               | Nintendo                                            |
| Partie 63: La génération courante (2020-202... / Monde) [2] |                                                     |                                                     |                                                     |                                                     |
| Xbox Series X                                               | Console                                             | 2020                                                | États-Unis                                          | Microsoft                                           |
| Xbox Series S                                               | Console                                             | 2020                                                | États-Unis                                          | Microsoft                                           |
| Atari VCS                                                   | Console                                             | 2021                                                | France                                              | Atari SA                                            |
| Partie 64: La génération courante (2020-202... / Monde) [3] |                                                     |                                                     |                                                     |                                                     |
| PlayStation 5                                               | Console                                             | 2020                                                | Japon                                               | Sony                                                |

| Console                         | Fabricants | Année |
| ------------------------------- | ---------- | ----- |
| GX-4000                         | Amstrad    | 1990  |
| Neo-Geo MVS X                   | SNK        | 1990  |
| Dreamcast                       | Sega       | 1999  |
| PlayStation 2                   | Sony       | 2000  |
| GameCube                        | Nintendo   | 2001  |
| Xbox                            | Microsoft  | 2001  |
| Nintendo DSi                    | Nintendo   | 2006  |
| Xbox 360                        | Microsoft  | 2010  |
| Wii                             | Nintendo   | 2007  |
| PlayStation3                    | Sony       | 2009  |
| Nintendo 3DS (Mario)            | Nintendo   | 2011  |
| Nintendo 3DS (Super Smash Bros) | Nintendo   | 2014  |

## Activités
Le musée propose diverses activités : « ateliers créatifs, soirées d'entreprises, anniversaires, démonstrations des jeux indépendants, mise à disposition des nouveautés et avant premières. » Des expositions temporaires et des évènements s'y tiennent aussi régulièrement,,,,,,.